# Koto Beringin (Siulak)
Koto Beringin is een bestuurslaag in het regentschap Kerinci van de provincie Jambi, Indonesië. Koto Beringin telt 979 inwoners (volkstelling 2010).